# Full Strike
Full Strike är en energidryck som finns i två varianter. En som heter Full Strike Black och denna innehåller taurin medan Full Strike White är taurinfri. De båda varianterna innehåller som de flesta andra energidrycker koffein. Full Strike introducerads på den svenska energidrycksmarknaden av Prima Handel i slutet av 2006. 
Full Strike finns även som juice i äpple och apelsin. De kom in på den svenska marknaden 2007. Samtidigt som juicen släpptes även green tea som är grönt te på burk.